# 弗雷德里克·德尔古
弗雷德里克·德尔古（法語：Frédéric Delcourt，1964年2月14日—），法国男子游泳运动员。他曾代表法国参加1980年和1984年夏季奥林匹克运动会游泳比赛，其中1984年奥运会获得一枚银牌。